# Liste der Asteroiden, Nummer 104001 bis 104500
Die nachfolgende Tabelle enthält eine Teilliste der Asteroidenübersicht. Die in der ersten Spalte aufgeführten Ziffern geben die Reihenfolge ihrer endgültigen Katalogisierung an, dienen als Identifikationsnummer und sind Bestandteil des Namens.
Die Hintergrundfarbe gibt den Orbittyp an:
| Hauptgürtelasteroid innerhalb der 3:1-Kirkwoodlücke bei 2,50 AE              |
| Hauptgürtelasteroid zwischen der 3:1-Kirkwoodlücke und der 5:2-Kirkwoodlücke |
| Hauptgürtelasteroid außerhalb der 5:2-Kirkwoodlücke bei 2,82 AE              |
| Erdnaher Asteroid vom Amor-Typ                                               |
| Erdnaher Asteroid vom Apollo-Typ                                             |
| Erdnaher Asteroid vom Aten-Typ                                               |
| Erdnaher Asteroid vom Atira-Typ                                              |
| Mars-Trojaner                                                                |
| Jupiter-Trojaner                                                             |
| Neptun-Trojaner                                                              |
| Zentauren                                                                    |
| Transneptunisches Objekt                                                     |

Besondere Merkmale sind durch Umrandung gekennzeichnet:
| Marsbahnkreuzer. Hauptgürtelasteroid mit einem Perihel kleiner als das Perihel des Mars (1,381 AE)                                   |
| Marsbahngrazer. Hauptgürtelasteroid mit einem Perihel größer als das Perihel des Mars aber kleiner als das Aphel des Mars (1,666 AE) |
| Potenziell gefährlicher Asteroid (Hintergrund-Farbe gemäß Orbittyp)                                                                  |
| Zwergplanet |

## Asteroiden Nummer 104001 bis 104500
| 104001–104100 | 104101–104200 | 104201–104300 | 104301–104400 | 104401–104500 |
| ------------- | ------------- | ------------- | ------------- | ------------- |

| Nummer und Name     | Durchmesser (km) | Große Halbachse (in AE) | Quelle    | Datum der Entdeckung | Entdecker                            |
| ------------------- | ---------------- | ----------------------- | --------- | -------------------- | ------------------------------------ |
| (104001) 2000 DO99  |                  | 2,299                   | JPL-Daten | 29. Februar 2000     | Lincoln Near Earth Asteroid Research |
| (104002) 2000 DX99  |                  | 2,248                   | JPL-Daten | 29. Februar 2000     | Lincoln Near Earth Asteroid Research |
| (104003) 2000 DD100 | 2,1              | 2,242                   | JPL-Daten | 29. Februar 2000     | Lincoln Near Earth Asteroid Research |
| (104004) 2000 DU100 | 2,5              | 2,685                   | JPL-Daten | 29. Februar 2000     | Lincoln Near Earth Asteroid Research |
| (104005) 2000 DS101 | 3,2              | 2,95                    | JPL-Daten | 29. Februar 2000     | Lincoln Near Earth Asteroid Research |
| (104006) 2000 DG102 |                  | 2,446                   | JPL-Daten | 29. Februar 2000     | Lincoln Near Earth Asteroid Research |
| (104007) 2000 DT102 |                  | 2,694                   | JPL-Daten | 29. Februar 2000     | Lincoln Near Earth Asteroid Research |
| (104008) 2000 DY102 |                  | 2,276                   | JPL-Daten | 29. Februar 2000     | Lincoln Near Earth Asteroid Research |
| (104009) 2000 DD103 | 1,9              | 2,28                    | JPL-Daten | 29. Februar 2000     | Lincoln Near Earth Asteroid Research |
| (104010) 2000 DH105 | 2,7              | 2,636                   | JPL-Daten | 29. Februar 2000     | Lincoln Near Earth Asteroid Research |
| (104011) 2000 DQ105 | 3,3              | 2,636                   | JPL-Daten | 29. Februar 2000     | Lincoln Near Earth Asteroid Research |
| (104012) 2000 DV106 | 4                | 2,817                   | JPL-Daten | 29. Februar 2000     | Lincoln Near Earth Asteroid Research |
| (104013) 2000 DL107 |                  | 2,734                   | JPL-Daten | 29. Februar 2000     | Lincoln Near Earth Asteroid Research |
| (104014) 2000 DR107 |                  | 2,704                   | JPL-Daten | 28. Februar 2000     | Lincoln Near Earth Asteroid Research |
| (104015) 2000 DF108 | 3,7              | 2,991                   | JPL-Daten | 28. Februar 2000     | Lincoln Near Earth Asteroid Research |
| (104016) 2000 DH108 | 2,8              | 2,777                   | JPL-Daten | 29. Februar 2000     | Lincoln Near Earth Asteroid Research |
| (104017) 2000 DO108 | 3,2              | 2,976                   | JPL-Daten | 29. Februar 2000     | Lincoln Near Earth Asteroid Research |
| (104018) 2000 DF109 |                  | 2,403                   | JPL-Daten | 29. Februar 2000     | Lincoln Near Earth Asteroid Research |
| (104019) 2000 DT109 |                  | 2,614                   | JPL-Daten | 29. Februar 2000     | Lincoln Near Earth Asteroid Research |
| (104020) Heilbronn  | 4,2              | 2,805                   | JPL-Daten | 26. Februar 2000     | Thierry Pauwels                      |
| (104021) 2000 DW110 |                  | 2,716                   | JPL-Daten | 25. Februar 2000     | Lincoln Near Earth Asteroid Research |
| (104022) 2000 DJ111 |                  | 2,458                   | JPL-Daten | 29. Februar 2000     | Lincoln Near Earth Asteroid Research |
| (104023) 2000 DZ111 | 5,1              | 3,041                   | JPL-Daten | 29. Februar 2000     | Lincoln Near Earth Asteroid Research |
| (104024) 2000 DA112 | 5,6              | 2,78                    | JPL-Daten | 29. Februar 2000     | Lincoln Near Earth Asteroid Research |
| (104025) 2000 DF112 |                  | 2,532                   | JPL-Daten | 29. Februar 2000     | Lincoln Near Earth Asteroid Research |
| (104026) 2000 DY112 | 4,1              | 2,365                   | JPL-Daten | 25. Februar 2000     | Spacewatch                           |
| (104027) 2000 DA113 |                  | 2,354                   | JPL-Daten | 25. Februar 2000     | Spacewatch                           |
| (104028) 2000 DT113 | 5,4              | 2,923                   | JPL-Daten | 27. Februar 2000     | Spacewatch                           |
| (104029) 2000 DG115 | 2,8              | 2,8                     | JPL-Daten | 27. Februar 2000     | Spacewatch                           |
| (104030) 2000 DK116 |                  | 2,635                   | JPL-Daten | 25. Februar 2000     | Catalina Sky Survey                  |
| (104031) 2000 EA    | 6,2              | 2,671                   | JPL-Daten | 1. März 2000         | James M. Roe                         |
| (104032) 2000 ED1   | 2,9              | 2,346                   | JPL-Daten | 3. März 2000         | Lincoln Near Earth Asteroid Research |
| (104033) 2000 EJ1   |                  | 2,459                   | JPL-Daten | 3. März 2000         | Lincoln Near Earth Asteroid Research |
| (104034) 2000 EK1   |                  | 3,225                   | JPL-Daten | 3. März 2000         | Lincoln Near Earth Asteroid Research |
| (104035) 2000 ER1   |                  | 2,886                   | JPL-Daten | 3. März 2000         | Lincoln Near Earth Asteroid Research |
| (104036) 2000 EJ4   |                  | 2,716                   | JPL-Daten | 2. März 2000         | Spacewatch                           |
| (104037) 2000 EK4   |                  | 2,905                   | JPL-Daten | 2. März 2000         | Spacewatch                           |
| (104038) 2000 EP4   |                  | 2,3                     | JPL-Daten | 2. März 2000         | Spacewatch                           |
| (104039) 2000 EY5   | 4,6              | 2,724                   | JPL-Daten | 2. März 2000         | Spacewatch                           |
| (104040) 2000 EK6   |                  | 2,984                   | JPL-Daten | 2. März 2000         | Spacewatch                           |
| (104041) 2000 EE8   |                  | 2,658                   | JPL-Daten | 3. März 2000         | Lincoln Near Earth Asteroid Research |
| (104042) 2000 EJ10  |                  | 2,374                   | JPL-Daten | 3. März 2000         | Lincoln Near Earth Asteroid Research |
| (104043) 2000 EU10  |                  | 2,588                   | JPL-Daten | 4. März 2000         | Lincoln Near Earth Asteroid Research |
| (104044) 2000 EA11  |                  | 2,354                   | JPL-Daten | 4. März 2000         | Lincoln Near Earth Asteroid Research |
| (104045) 2000 EC11  | 4,3              | 2,713                   | JPL-Daten | 4. März 2000         | Lincoln Near Earth Asteroid Research |
| (104046) 2000 EW11  | 6,6              | 3,137                   | JPL-Daten | 4. März 2000         | Lincoln Near Earth Asteroid Research |
| (104047) 2000 EM12  |                  | 2,553                   | JPL-Daten | 4. März 2000         | Lincoln Near Earth Asteroid Research |
| (104048) 2000 EL13  |                  | 2,414                   | JPL-Daten | 5. März 2000         | Lincoln Near Earth Asteroid Research |
| (104049) 2000 EP13  | 5,5              | 2,969                   | JPL-Daten | 5. März 2000         | Lincoln Near Earth Asteroid Research |
| (104050) 2000 ET13  | 1,7              | 2,317                   | JPL-Daten | 5. März 2000         | Lincoln Near Earth Asteroid Research |
| (104051) 2000 ET14  |                  | 2,899                   | JPL-Daten | 3. März 2000         | Lincoln Near Earth Asteroid Research |
| (104052) Zachery    |                  | 2,65                    | JPL-Daten | 6. März 2000         | Nigel Brady                          |
| (104053) 2000 EE16  |                  | 2,726                   | JPL-Daten | 3. März 2000         | Spacewatch                           |
| (104054) 2000 ET16  | 3,5              | 2,618                   | JPL-Daten | 3. März 2000         | Lincoln Near Earth Asteroid Research |
| (104055) 2000 EQ17  |                  | 2,536                   | JPL-Daten | 4. März 2000         | Lincoln Near Earth Asteroid Research |
| (104056) 2000 ES17  |                  | 2,288                   | JPL-Daten | 4. März 2000         | Lincoln Near Earth Asteroid Research |
| (104057) 2000 EU17  |                  | 2,623                   | JPL-Daten | 4. März 2000         | Lincoln Near Earth Asteroid Research |
| (104058) 2000 EV17  |                  | 2,345                   | JPL-Daten | 4. März 2000         | Lincoln Near Earth Asteroid Research |
| (104059) 2000 EZ17  |                  | 2,542                   | JPL-Daten | 4. März 2000         | Lincoln Near Earth Asteroid Research |
| (104060) 2000 EM18  | 4,2              | 2,798                   | JPL-Daten | 5. März 2000         | Lincoln Near Earth Asteroid Research |
| (104061) 2000 EP18  | 5                | 3,098                   | JPL-Daten | 5. März 2000         | Lincoln Near Earth Asteroid Research |
| (104062) 2000 EU18  |                  | 3,237                   | JPL-Daten | 5. März 2000         | Lincoln Near Earth Asteroid Research |
| (104063) 2000 EX18  |                  | 2,216                   | JPL-Daten | 5. März 2000         | Lincoln Near Earth Asteroid Research |
| (104064) 2000 EF19  |                  | 2,329                   | JPL-Daten | 5. März 2000         | Lincoln Near Earth Asteroid Research |
| (104065) 2000 EJ19  |                  | 3,182                   | JPL-Daten | 5. März 2000         | Lincoln Near Earth Asteroid Research |
| (104066) 2000 EN20  |                  | 2,731                   | JPL-Daten | 3. März 2000         | Catalina Sky Survey                  |
| (104067) 2000 EY20  | 7,5              | 2,757                   | JPL-Daten | 3. März 2000         | Catalina Sky Survey                  |
| (104068) 2000 EJ22  |                  | 2,938                   | JPL-Daten | 3. März 2000         | Spacewatch                           |
| (104069) 2000 EU22  |                  | 2,619                   | JPL-Daten | 3. März 2000         | Spacewatch                           |
| (104070) 2000 EM23  |                  | 2,72                    | JPL-Daten | 8. März 2000         | Spacewatch                           |
| (104071) 2000 ET23  | 3,2              | 2,461                   | JPL-Daten | 8. März 2000         | Spacewatch                           |
| (104072) 2000 EU23  |                  | 2,915                   | JPL-Daten | 8. März 2000         | Spacewatch                           |
| (104073) 2000 EZ24  | 3,5              | 2,979                   | JPL-Daten | 8. März 2000         | Spacewatch                           |
| (104074) 2000 ES25  |                  | 2,369                   | JPL-Daten | 8. März 2000         | Spacewatch                           |
| (104075) 2000 EE27  |                  | 2,403                   | JPL-Daten | 3. März 2000         | Lincoln Near Earth Asteroid Research |
| (104076) 2000 EB28  |                  | 2,321                   | JPL-Daten | 4. März 2000         | Lincoln Near Earth Asteroid Research |
| (104077) 2000 EF28  | 2,9              | 2,701                   | JPL-Daten | 4. März 2000         | Lincoln Near Earth Asteroid Research |
| (104078) 2000 EK29  |                  | 3,175                   | JPL-Daten | 5. März 2000         | Lincoln Near Earth Asteroid Research |
| (104079) 2000 EC30  | 4,5              | 2,602                   | JPL-Daten | 5. März 2000         | Lincoln Near Earth Asteroid Research |
| (104080) 2000 EE30  | 1,9              | 2,244                   | JPL-Daten | 5. März 2000         | Lincoln Near Earth Asteroid Research |
| (104081) 2000 EH30  |                  | 2,399                   | JPL-Daten | 5. März 2000         | Lincoln Near Earth Asteroid Research |
| (104082) 2000 EQ30  | 2,7              | 2,861                   | JPL-Daten | 5. März 2000         | Lincoln Near Earth Asteroid Research |
| (104083) 2000 EU30  | 5,2              | 3,005                   | JPL-Daten | 5. März 2000         | Lincoln Near Earth Asteroid Research |
| (104084) 2000 EA32  |                  | 2,29                    | JPL-Daten | 5. März 2000         | Lincoln Near Earth Asteroid Research |
| (104085) 2000 EF32  | 4,7              | 2,643                   | JPL-Daten | 5. März 2000         | Lincoln Near Earth Asteroid Research |
| (104086) 2000 EM32  |                  | 3,084                   | JPL-Daten | 5. März 2000         | Lincoln Near Earth Asteroid Research |
| (104087) 2000 EV32  |                  | 2,353                   | JPL-Daten | 5. März 2000         | Lincoln Near Earth Asteroid Research |
| (104088) 2000 EZ32  |                  | 2,705                   | JPL-Daten | 5. März 2000         | Lincoln Near Earth Asteroid Research |
| (104089) 2000 EJ33  |                  | 2,356                   | JPL-Daten | 5. März 2000         | Lincoln Near Earth Asteroid Research |
| (104090) 2000 ET33  | 3,6              | 2,257                   | JPL-Daten | 5. März 2000         | Lincoln Near Earth Asteroid Research |
| (104091) 2000 EA34  |                  | 2,577                   | JPL-Daten | 5. März 2000         | Lincoln Near Earth Asteroid Research |
| (104092) 2000 EN34  |                  | 2,686                   | JPL-Daten | 5. März 2000         | Lincoln Near Earth Asteroid Research |
| (104093) 2000 EO34  |                  | 2,584                   | JPL-Daten | 5. März 2000         | Lincoln Near Earth Asteroid Research |
| (104094) 2000 EX34  | 3,3              | 2,278                   | JPL-Daten | 6. März 2000         | Lincoln Near Earth Asteroid Research |
| (104095) 2000 EB35  | 3,3              | 2,784                   | JPL-Daten | 6. März 2000         | Lincoln Near Earth Asteroid Research |
| (104096) 2000 EN35  |                  | 2,537                   | JPL-Daten | 8. März 2000         | Lincoln Near Earth Asteroid Research |
| (104097) 2000 EH36  | 5,1              | 3,026                   | JPL-Daten | 5. März 2000         | Lincoln Near Earth Asteroid Research |
| (104098) 2000 EQ37  | 3,6              | 2,925                   | JPL-Daten | 8. März 2000         | Lincoln Near Earth Asteroid Research |
| (104099) 2000 EW37  |                  | 2,387                   | JPL-Daten | 8. März 2000         | Lincoln Near Earth Asteroid Research |
| (104100) 2000 ER39  |                  | 2,551                   | JPL-Daten | 8. März 2000         | Lincoln Near Earth Asteroid Research |
| (104101) 2000 EK42  |                  | 3,13                    | JPL-Daten | 8. März 2000         | Lincoln Near Earth Asteroid Research |
| (104102) 2000 EB43  | 9,9              | 3,938                   | JPL-Daten | 8. März 2000         | Lincoln Near Earth Asteroid Research |
| (104103) 2000 EW43  | 4,5              | 2,991                   | JPL-Daten | 8. März 2000         | Lincoln Near Earth Asteroid Research |
| (104104) 2000 EB44  |                  | 2,403                   | JPL-Daten | 8. März 2000         | Lincoln Near Earth Asteroid Research |
| (104105) 2000 EQ44  |                  | 2,534                   | JPL-Daten | 9. März 2000         | Lincoln Near Earth Asteroid Research |
| (104106) 2000 ES44  |                  | 2,616                   | JPL-Daten | 9. März 2000         | Lincoln Near Earth Asteroid Research |
| (104107) 2000 EB45  |                  | 2,411                   | JPL-Daten | 9. März 2000         | Lincoln Near Earth Asteroid Research |
| (104108) 2000 EH45  | 3,1              | 2,904                   | JPL-Daten | 9. März 2000         | Lincoln Near Earth Asteroid Research |
| (104109) 2000 EN46  |                  | 2,363                   | JPL-Daten | 9. März 2000         | Lincoln Near Earth Asteroid Research |
| (104110) 2000 EA47  |                  | 2,448                   | JPL-Daten | 9. März 2000         | Lincoln Near Earth Asteroid Research |
| (104111) 2000 EE47  | 3,5              | 2,892                   | JPL-Daten | 9. März 2000         | Lincoln Near Earth Asteroid Research |
| (104112) 2000 EO47  | 1,4              | 2,318                   | JPL-Daten | 9. März 2000         | Lincoln Near Earth Asteroid Research |
| (104113) 2000 EJ49  | 3,1              | 2,643                   | JPL-Daten | 9. März 2000         | Lincoln Near Earth Asteroid Research |
| (104114) 2000 EO50  |                  | 2,437                   | JPL-Daten | 10. März 2000        | Paul G. Comba                        |
| (104115) 2000 EX51  |                  | 2,95                    | JPL-Daten | 3. März 2000         | Spacewatch                           |
| (104116) 2000 EF52  |                  | 2,972                   | JPL-Daten | 3. März 2000         | Spacewatch                           |
| (104117) 2000 EZ52  |                  | 2,329                   | JPL-Daten | 3. März 2000         | Spacewatch                           |
| (104118) 2000 EU53  |                  | 2,554                   | JPL-Daten | 9. März 2000         | Spacewatch                           |
| (104119) 2000 EF54  | 5,4              | 3,08                    | JPL-Daten | 9. März 2000         | Spacewatch                           |
| (104120) 2000 EL55  |                  | 3,221                   | JPL-Daten | 10. März 2000        | Spacewatch                           |
| (104121) 2000 ET55  | 1,9              | 2,482                   | JPL-Daten | 5. März 2000         | Lincoln Near Earth Asteroid Research |
| (104122) 2000 EG56  |                  | 2,551                   | JPL-Daten | 8. März 2000         | Lincoln Near Earth Asteroid Research |
| (104123) 2000 EY56  | 1,5              | 2,28                    | JPL-Daten | 8. März 2000         | Lincoln Near Earth Asteroid Research |
| (104124) 2000 EU57  |                  | 2,546                   | JPL-Daten | 8. März 2000         | Lincoln Near Earth Asteroid Research |
| (104125) 2000 EC58  | 1,5              | 1,845                   | JPL-Daten | 8. März 2000         | Lincoln Near Earth Asteroid Research |
| (104126) 2000 ET58  |                  | 2,978                   | JPL-Daten | 8. März 2000         | Lincoln Near Earth Asteroid Research |
| (104127) 2000 EG59  | 5,4              | 3,006                   | JPL-Daten | 9. März 2000         | Lincoln Near Earth Asteroid Research |
| (104128) 2000 EK59  | 3,5              | 3,113                   | JPL-Daten | 9. März 2000         | Lincoln Near Earth Asteroid Research |
| (104129) 2000 EB60  | 2,6              | 2,653                   | JPL-Daten | 10. März 2000        | Lincoln Near Earth Asteroid Research |
| (104130) 2000 EZ60  |                  | 3,044                   | JPL-Daten | 10. März 2000        | Lincoln Near Earth Asteroid Research |
| (104131) 2000 EE61  |                  | 2,622                   | JPL-Daten | 10. März 2000        | Lincoln Near Earth Asteroid Research |
| (104132) 2000 EO61  | 8,1              | 3,118                   | JPL-Daten | 10. März 2000        | Lincoln Near Earth Asteroid Research |
| (104133) 2000 EX62  |                  | 2,615                   | JPL-Daten | 10. März 2000        | Lincoln Near Earth Asteroid Research |
| (104134) 2000 EB63  |                  | 2,907                   | JPL-Daten | 10. März 2000        | Lincoln Near Earth Asteroid Research |
| (104135) 2000 EG63  |                  | 2,754                   | JPL-Daten | 10. März 2000        | Lincoln Near Earth Asteroid Research |
| (104136) 2000 EH63  | 2,6              | 2,349                   | JPL-Daten | 10. März 2000        | Lincoln Near Earth Asteroid Research |
| (104137) 2000 EE64  |                  | 2,311                   | JPL-Daten | 10. März 2000        | Lincoln Near Earth Asteroid Research |
| (104138) 2000 EQ64  | 4,3              | 2,976                   | JPL-Daten | 10. März 2000        | Lincoln Near Earth Asteroid Research |
| (104139) 2000 EA65  |                  | 2,736                   | JPL-Daten | 10. März 2000        | Lincoln Near Earth Asteroid Research |
| (104140) 2000 EB65  |                  | 3,001                   | JPL-Daten | 10. März 2000        | Lincoln Near Earth Asteroid Research |
| (104141) 2000 EE65  | 3,8              | 3,013                   | JPL-Daten | 10. März 2000        | Lincoln Near Earth Asteroid Research |
| (104142) 2000 EN65  | 5,6              | 2,943                   | JPL-Daten | 10. März 2000        | Lincoln Near Earth Asteroid Research |
| (104143) 2000 EU65  | 4,9              | 3,01                    | JPL-Daten | 10. März 2000        | Lincoln Near Earth Asteroid Research |
| (104144) 2000 EP66  | 6,7              | 3,042                   | JPL-Daten | 10. März 2000        | Lincoln Near Earth Asteroid Research |
| (104145) 2000 EW66  | 5,6              | 3,161                   | JPL-Daten | 10. März 2000        | Lincoln Near Earth Asteroid Research |
| (104146) 2000 EE67  |                  | 2,719                   | JPL-Daten | 10. März 2000        | Lincoln Near Earth Asteroid Research |
| (104147) 2000 EH67  |                  | 2,821                   | JPL-Daten | 10. März 2000        | Lincoln Near Earth Asteroid Research |
| (104148) 2000 EJ67  |                  | 2,735                   | JPL-Daten | 10. März 2000        | Lincoln Near Earth Asteroid Research |
| (104149) 2000 ET67  | 2,7              | 3,089                   | JPL-Daten | 10. März 2000        | Lincoln Near Earth Asteroid Research |
| (104150) 2000 EE68  | 3,1              | 2,999                   | JPL-Daten | 10. März 2000        | Lincoln Near Earth Asteroid Research |
| (104151) 2000 EK68  |                  | 2,949                   | JPL-Daten | 10. März 2000        | Lincoln Near Earth Asteroid Research |
| (104152) 2000 EU68  |                  | 3,191                   | JPL-Daten | 10. März 2000        | Lincoln Near Earth Asteroid Research |
| (104153) 2000 EC69  |                  | 2,786                   | JPL-Daten | 10. März 2000        | Lincoln Near Earth Asteroid Research |
| (104154) 2000 EP69  | 9,6              | 3,171                   | JPL-Daten | 10. März 2000        | Lincoln Near Earth Asteroid Research |
| (104155) 2000 ER69  |                  | 2,6                     | JPL-Daten | 10. März 2000        | Lincoln Near Earth Asteroid Research |
| (104156) 2000 ET69  |                  | 2,394                   | JPL-Daten | 10. März 2000        | Lincoln Near Earth Asteroid Research |
| (104157) 2000 EW69  | 3,3              | 3,119                   | JPL-Daten | 10. März 2000        | Lincoln Near Earth Asteroid Research |
| (104158) 2000 EF70  | 6,9              | 2,895                   | JPL-Daten | 10. März 2000        | Lincoln Near Earth Asteroid Research |
| (104159) 2000 ED73  |                  | 2,389                   | JPL-Daten | 10. März 2000        | Spacewatch                           |
| (104160) 2000 EF74  |                  | 2,991                   | JPL-Daten | 10. März 2000        | Spacewatch                           |
| (104161) 2000 EQ75  | 4,6              | 3,005                   | JPL-Daten | 5. März 2000         | Lincoln Near Earth Asteroid Research |
| (104162) 2000 EB76  |                  | 2,272                   | JPL-Daten | 5. März 2000         | Lincoln Near Earth Asteroid Research |
| (104163) 2000 EL76  |                  | 2,356                   | JPL-Daten | 5. März 2000         | Lincoln Near Earth Asteroid Research |
| (104164) 2000 EP77  |                  | 2,965                   | JPL-Daten | 5. März 2000         | Lincoln Near Earth Asteroid Research |
| (104165) 2000 EY77  | 2,6              | 2,813                   | JPL-Daten | 5. März 2000         | Lincoln Near Earth Asteroid Research |
| (104166) 2000 EL78  | 5,4              | 3,073                   | JPL-Daten | 5. März 2000         | Lincoln Near Earth Asteroid Research |
| (104167) 2000 EL79  |                  | 3,123                   | JPL-Daten | 5. März 2000         | Lincoln Near Earth Asteroid Research |
| (104168) 2000 EU79  | 2,8              | 2,773                   | JPL-Daten | 5. März 2000         | Lincoln Near Earth Asteroid Research |
| (104169) 2000 EB80  | 8                | 3,179                   | JPL-Daten | 5. März 2000         | Lincoln Near Earth Asteroid Research |
| (104170) 2000 EB81  |                  | 2,339                   | JPL-Daten | 5. März 2000         | Lincoln Near Earth Asteroid Research |
| (104171) 2000 EK81  |                  | 2,234                   | JPL-Daten | 5. März 2000         | Lincoln Near Earth Asteroid Research |
| (104172) 2000 EE82  | 4,1              | 2,986                   | JPL-Daten | 5. März 2000         | Lincoln Near Earth Asteroid Research |
| (104173) 2000 EE83  | 4,7              | 2,944                   | JPL-Daten | 5. März 2000         | Lincoln Near Earth Asteroid Research |
| (104174) 2000 EY83  |                  | 2,877                   | JPL-Daten | 5. März 2000         | Lincoln Near Earth Asteroid Research |
| (104175) 2000 EJ84  |                  | 2,745                   | JPL-Daten | 6. März 2000         | Lincoln Near Earth Asteroid Research |
| (104176) 2000 EX85  |                  | 2,561                   | JPL-Daten | 8. März 2000         | Lincoln Near Earth Asteroid Research |
| (104177) 2000 EO87  |                  | 2,354                   | JPL-Daten | 8. März 2000         | Lincoln Near Earth Asteroid Research |
| (104178) 2000 EC90  | 1,6              | 2,335                   | JPL-Daten | 9. März 2000         | Lincoln Near Earth Asteroid Research |
| (104179) 2000 EZ90  | 3,4              | 2,551                   | JPL-Daten | 9. März 2000         | Lincoln Near Earth Asteroid Research |
| (104180) 2000 EM91  |                  | 2,775                   | JPL-Daten | 9. März 2000         | Lincoln Near Earth Asteroid Research |
| (104181) 2000 EA96  |                  | 2,95                    | JPL-Daten | 11. März 2000        | Lincoln Near Earth Asteroid Research |
| (104182) 2000 EB96  |                  | 2,41                    | JPL-Daten | 11. März 2000        | Lincoln Near Earth Asteroid Research |
| (104183) 2000 EH96  |                  | 2,371                   | JPL-Daten | 11. März 2000        | Lincoln Near Earth Asteroid Research |
| (104184) 2000 EK96  | 7,2              | 3,122                   | JPL-Daten | 11. März 2000        | Lincoln Near Earth Asteroid Research |
| (104185) 2000 EG98  | 2,1              | 2,607                   | JPL-Daten | 9. März 2000         | Spacewatch                           |
| (104186) 2000 EH98  |                  | 2,8                     | JPL-Daten | 9. März 2000         | Spacewatch                           |
| (104187) 2000 EJ98  |                  | 2,959                   | JPL-Daten | 9. März 2000         | Spacewatch                           |
| (104188) 2000 EW99  |                  | 2,883                   | JPL-Daten | 12. März 2000        | Spacewatch                           |
| (104189) 2000 EQ100 | 1,3              | 2,349                   | JPL-Daten | 12. März 2000        | Spacewatch                           |
| (104190) 2000 EL101 |                  | 2,854                   | JPL-Daten | 12. März 2000        | Spacewatch                           |
| (104191) 2000 EN101 |                  | 2,874                   | JPL-Daten | 12. März 2000        | Spacewatch                           |
| (104192) 2000 EE102 |                  | 2,706                   | JPL-Daten | 14. März 2000        | Spacewatch                           |
| (104193) 2000 EO102 |                  | 2,629                   | JPL-Daten | 14. März 2000        | Spacewatch                           |
| (104194) 2000 EE103 | 3,6              | 2,629                   | JPL-Daten | 11. März 2000        | Lincoln Near Earth Asteroid Research |
| (104195) 2000 EN103 | 3,1              | 2,622                   | JPL-Daten | 12. März 2000        | Lincoln Near Earth Asteroid Research |
| (104196) 2000 EL105 |                  | 2,637                   | JPL-Daten | 11. März 2000        | LONEOS                               |
| (104197) 2000 ET105 |                  | 2,717                   | JPL-Daten | 11. März 2000        | LONEOS                               |
| (104198) 2000 ED106 | 7,6              | 3,004                   | JPL-Daten | 11. März 2000        | LONEOS                               |
| (104199) 2000 EO107 |                  | 2,55                    | JPL-Daten | 8. März 2000         | Lincoln Near Earth Asteroid Research |
| (104200) 2000 EL108 | 4,3              | 3,012                   | JPL-Daten | 8. März 2000         | Lincoln Near Earth Asteroid Research |
| (104201) 2000 EN108 |                  | 2,799                   | JPL-Daten | 8. März 2000         | Near Earth Asteroid Tracking         |
| (104202) 2000 ES108 | 2,9              | 2,355                   | JPL-Daten | 8. März 2000         | Lincoln Near Earth Asteroid Research |
| (104203) 2000 EY109 |                  | 2,406                   | JPL-Daten | 8. März 2000         | Near Earth Asteroid Tracking         |
| (104204) 2000 EA111 | 4,2              | 3,153                   | JPL-Daten | 8. März 2000         | Near Earth Asteroid Tracking         |
| (104205) 2000 EE112 |                  | 2,662                   | JPL-Daten | 9. März 2000         | Lincoln Near Earth Asteroid Research |
| (104206) 2000 EO112 |                  | 2,832                   | JPL-Daten | 9. März 2000         | Lincoln Near Earth Asteroid Research |
| (104207) 2000 ED113 | 4,7              | 2,788                   | JPL-Daten | 9. März 2000         | Lincoln Near Earth Asteroid Research |
| (104208) 2000 EQ113 | 4,5              | 3,062                   | JPL-Daten | 9. März 2000         | Spacewatch                           |
| (104209) 2000 EN115 | 3,9              | 2,983                   | JPL-Daten | 10. März 2000        | Spacewatch                           |
| (104210) Leeupton   | 2,6              | 2,815                   | JPL-Daten | 10. März 2000        | Lincoln Near Earth Asteroid Research |
| (104211) 2000 EW116 |                  | 2,414                   | JPL-Daten | 10. März 2000        | Lincoln Near Earth Asteroid Research |
| (104212) 2000 ER117 | 7,5              | 2,924                   | JPL-Daten | 11. März 2000        | LONEOS                               |
| (104213) 2000 EE118 |                  | 2,73                    | JPL-Daten | 11. März 2000        | LONEOS                               |
| (104214) 2000 EJ118 | 5,3              | 2,652                   | JPL-Daten | 11. März 2000        | LONEOS                               |
| (104215) 2000 ES118 |                  | 2,649                   | JPL-Daten | 11. März 2000        | LONEOS                               |
| (104216) 2000 EF119 |                  | 2,728                   | JPL-Daten | 11. März 2000        | LONEOS                               |
| (104217) 2000 EM119 | 4,5              | 3,133                   | JPL-Daten | 11. März 2000        | LONEOS                               |
| (104218) 2000 EU119 |                  | 2,778                   | JPL-Daten | 11. März 2000        | LONEOS                               |
| (104219) 2000 EO120 |                  | 2,76                    | JPL-Daten | 11. März 2000        | LONEOS                               |
| (104220) 2000 EP120 |                  | 2,438                   | JPL-Daten | 11. März 2000        | LONEOS                               |
| (104221) 2000 EU120 | 8                | 3,118                   | JPL-Daten | 11. März 2000        | LONEOS                               |
| (104222) 2000 EH121 | 7,2              | 2,671                   | JPL-Daten | 11. März 2000        | LONEOS                               |
| (104223) 2000 EP121 |                  | 2,667                   | JPL-Daten | 11. März 2000        | LONEOS                               |
| (104224) 2000 EC122 | 5,6              | 2,63                    | JPL-Daten | 11. März 2000        | LONEOS                               |
| (104225) 2000 EE123 |                  | 2,459                   | JPL-Daten | 11. März 2000        | Lincoln Near Earth Asteroid Research |
| (104226) 2000 EN123 | 3,4              | 2,872                   | JPL-Daten | 11. März 2000        | LONEOS                               |
| (104227) 2000 EH125 | 5,7              | 2,821                   | JPL-Daten | 11. März 2000        | LONEOS                               |
| (104228) 2000 EG127 |                  | 2,73                    | JPL-Daten | 11. März 2000        | LONEOS                               |
| (104229) 2000 ER128 |                  | 2,745                   | JPL-Daten | 11. März 2000        | LONEOS                               |
| (104230) 2000 EZ128 |                  | 2,801                   | JPL-Daten | 11. März 2000        | LONEOS                               |
| (104231) 2000 EE129 | 4,7              | 2,799                   | JPL-Daten | 11. März 2000        | LONEOS                               |
| (104232) 2000 ET129 |                  | 2,692                   | JPL-Daten | 11. März 2000        | LONEOS                               |
| (104233) 2000 EV129 |                  | 2,346                   | JPL-Daten | 11. März 2000        | LONEOS                               |
| (104234) 2000 EL130 |                  | 2,378                   | JPL-Daten | 11. März 2000        | LONEOS                               |
| (104235) 2000 EL131 |                  | 3,007                   | JPL-Daten | 11. März 2000        | Lincoln Near Earth Asteroid Research |
| (104236) 2000 EG132 | 2,2              | 2,746                   | JPL-Daten | 11. März 2000        | Lincoln Near Earth Asteroid Research |
| (104237) 2000 EU132 |                  | 2,557                   | JPL-Daten | 11. März 2000        | Lincoln Near Earth Asteroid Research |
| (104238) 2000 EB133 |                  | 2,79                    | JPL-Daten | 11. März 2000        | Lincoln Near Earth Asteroid Research |
| (104239) 2000 EG133 |                  | 2,256                   | JPL-Daten | 11. März 2000        | Lincoln Near Earth Asteroid Research |
| (104240) 2000 ET133 |                  | 2,983                   | JPL-Daten | 11. März 2000        | LONEOS                               |
| (104241) 2000 EB134 |                  | 2,735                   | JPL-Daten | 11. März 2000        | LONEOS                               |
| (104242) 2000 EL134 |                  | 2,324                   | JPL-Daten | 11. März 2000        | LONEOS                               |
| (104243) 2000 ES134 |                  | 2,395                   | JPL-Daten | 11. März 2000        | LONEOS                               |
| (104244) 2000 EX134 | 3,6              | 3,039                   | JPL-Daten | 11. März 2000        | LONEOS                               |
| (104245) 2000 ED135 | 2,9              | 2,844                   | JPL-Daten | 11. März 2000        | LONEOS                               |
| (104246) 2000 EM135 | 3,5              | 2,706                   | JPL-Daten | 11. März 2000        | LONEOS                               |
| (104247) 2000 EH136 |                  | 2,983                   | JPL-Daten | 11. März 2000        | Lincoln Near Earth Asteroid Research |
| (104248) 2000 EJ136 | 4                | 3,093                   | JPL-Daten | 11. März 2000        | Lincoln Near Earth Asteroid Research |
| (104249) 2000 EQ136 | 3,4              | 2,756                   | JPL-Daten | 12. März 2000        | Lincoln Near Earth Asteroid Research |
| (104250) 2000 ET136 | 3,2              | 2,655                   | JPL-Daten | 12. März 2000        | Lincoln Near Earth Asteroid Research |
| (104251) 2000 EJ137 | 4,6              | 3,122                   | JPL-Daten | 7. März 2000         | Lincoln Near Earth Asteroid Research |
| (104252) 2000 EJ138 | 4,8              | 2,984                   | JPL-Daten | 11. März 2000        | Lincoln Near Earth Asteroid Research |
| (104253) 2000 EK138 |                  | 2,774                   | JPL-Daten | 11. März 2000        | Lincoln Near Earth Asteroid Research |
| (104254) 2000 ET139 |                  | 2,563                   | JPL-Daten | 12. März 2000        | Catalina Sky Survey                  |
| (104255) 2000 EJ140 | 5,4              | 2,724                   | JPL-Daten | 1. März 2000         | Catalina Sky Survey                  |
| (104256) 2000 EA141 | 1,7              | 2,278                   | JPL-Daten | 2. März 2000         | Catalina Sky Survey                  |
| (104257) 2000 EC141 | 2,6              | 2,645                   | JPL-Daten | 2. März 2000         | Catalina Sky Survey                  |
| (104258) 2000 EQ141 |                  | 3,144                   | JPL-Daten | 2. März 2000         | Catalina Sky Survey                  |
| (104259) 2000 EK142 |                  | 2,745                   | JPL-Daten | 3. März 2000         | Spacewatch                           |
| (104260) 2000 EF144 | 4,7              | 3,12                    | JPL-Daten | 3. März 2000         | Catalina Sky Survey                  |
| (104261) 2000 ES144 |                  | 2,859                   | JPL-Daten | 3. März 2000         | Spacewatch                           |
| (104262) 2000 EY144 |                  | 2,73                    | JPL-Daten | 3. März 2000         | Catalina Sky Survey                  |
| (104263) 2000 EZ144 | 8                | 3,152                   | JPL-Daten | 3. März 2000         | Catalina Sky Survey                  |
| (104264) 2000 EW145 | 3,4              | 2,734                   | JPL-Daten | 3. März 2000         | Near Earth Asteroid Tracking         |
| (104265) 2000 EK146 |                  | 2,655                   | JPL-Daten | 4. März 2000         | Catalina Sky Survey                  |
| (104266) 2000 EW146 |                  | 2,73                    | JPL-Daten | 4. März 2000         | Lincoln Near Earth Asteroid Research |
| (104267) 2000 EM147 | 5,4              | 3,065                   | JPL-Daten | 4. März 2000         | Catalina Sky Survey                  |
| (104268) 2000 EA148 | 5                | 3,085                   | JPL-Daten | 4. März 2000         | Catalina Sky Survey                  |
| (104269) 2000 EC148 | 10,7             | 3,139                   | JPL-Daten | 4. März 2000         | Catalina Sky Survey                  |
| (104270) 2000 EC149 | 1,7              | 2,254                   | JPL-Daten | 5. März 2000         | Lincoln Near Earth Asteroid Research |
| (104271) 2000 EF149 |                  | 2,538                   | JPL-Daten | 5. März 2000         | Lincoln Near Earth Asteroid Research |
| (104272) 2000 ES149 | 3,8              | 2,982                   | JPL-Daten | 5. März 2000         | Lincoln Near Earth Asteroid Research |
| (104273) 2000 EU149 | 2,7              | 2,719                   | JPL-Daten | 5. März 2000         | Lincoln Near Earth Asteroid Research |
| (104274) 2000 EU150 |                  | 2,374                   | JPL-Daten | 5. März 2000         | Near Earth Asteroid Tracking         |
| (104275) 2000 EW150 | 3                | 2,954                   | JPL-Daten | 5. März 2000         | Near Earth Asteroid Tracking         |
| (104276) 2000 EL151 |                  | 2,623                   | JPL-Daten | 6. März 2000         | Lincoln Near Earth Asteroid Research |
| (104277) 2000 ER151 | 5,4              | 2,723                   | JPL-Daten | 6. März 2000         | Near Earth Asteroid Tracking         |
| (104278) 2000 EK152 |                  | 2,416                   | JPL-Daten | 6. März 2000         | Near Earth Asteroid Tracking         |
| (104279) 2000 EE153 | 3,2              | 2,906                   | JPL-Daten | 6. März 2000         | Near Earth Asteroid Tracking         |
| (104280) 2000 ED154 | 3,2              | 2,994                   | JPL-Daten | 6. März 2000         | Near Earth Asteroid Tracking         |
| (104281) 2000 ET154 | 3,2              | 2,75                    | JPL-Daten | 6. März 2000         | Near Earth Asteroid Tracking         |
| (104282) 2000 EK155 | 1,9              | 2,308                   | JPL-Daten | 9. März 2000         | Lincoln Near Earth Asteroid Research |
| (104283) 2000 EL155 | 4,1              | 3,04                    | JPL-Daten | 9. März 2000         | Lincoln Near Earth Asteroid Research |
| (104284) 2000 EX155 | 2,3              | 2,238                   | JPL-Daten | 9. März 2000         | Lincoln Near Earth Asteroid Research |
| (104285) 2000 EH156 | 5,6              | 2,968                   | JPL-Daten | 9. März 2000         | Lincoln Near Earth Asteroid Research |
| (104286) 2000 EF157 |                  | 3,097                   | JPL-Daten | 11. März 2000        | Catalina Sky Survey                  |
| (104287) 2000 EM157 | 8,3              | 3,208                   | JPL-Daten | 11. März 2000        | Catalina Sky Survey                  |
| (104288) 2000 EC158 | 7,3              | 3,175                   | JPL-Daten | 12. März 2000        | LONEOS                               |
| (104289) 2000 EW158 | 3,1              | 2,695                   | JPL-Daten | 12. März 2000        | LONEOS                               |
| (104290) 2000 EB164 |                  | 2,594                   | JPL-Daten | 3. März 2000         | Lincoln Near Earth Asteroid Research |
| (104291) 2000 EU164 |                  | 2,588                   | JPL-Daten | 3. März 2000         | Lincoln Near Earth Asteroid Research |
| (104292) 2000 EC165 | 3,7              | 3,069                   | JPL-Daten | 3. März 2000         | Lincoln Near Earth Asteroid Research |
| (104293) 2000 EN166 |                  | 2,679                   | JPL-Daten | 4. März 2000         | Lincoln Near Earth Asteroid Research |
| (104294) 2000 ER168 |                  | 2,856                   | JPL-Daten | 4. März 2000         | Lincoln Near Earth Asteroid Research |
| (104295) 2000 EH169 | 4,2              | 2,682                   | JPL-Daten | 4. März 2000         | Lincoln Near Earth Asteroid Research |
| (104296) 2000 ET169 | 6,5              | 3,036                   | JPL-Daten | 4. März 2000         | Lincoln Near Earth Asteroid Research |
| (104297) 2000 EK171 |                  | 2,623                   | JPL-Daten | 5. März 2000         | Lincoln Near Earth Asteroid Research |
| (104298) 2000 EG172 |                  | 2,265                   | JPL-Daten | 10. März 2000        | Lincoln Near Earth Asteroid Research |
| (104299) 2000 EM173 |                  | 2,534                   | JPL-Daten | 4. März 2000         | Lincoln Near Earth Asteroid Research |
| (104300) 2000 ET174 |                  | 2,79                    | JPL-Daten | 1. März 2000         | Catalina Sky Survey                  |
| (104301) 2000 EZ175 | 2,1              | 2,605                   | JPL-Daten | 3. März 2000         | Lincoln Near Earth Asteroid Research |
| (104302) 2000 ED178 |                  | 2,332                   | JPL-Daten | 4. März 2000         | Lincoln Near Earth Asteroid Research |
| (104303) 2000 EA179 | 6,7              | 2,801                   | JPL-Daten | 4. März 2000         | Lincoln Near Earth Asteroid Research |
| (104304) 2000 EM179 |                  | 2,52                    | JPL-Daten | 4. März 2000         | Lincoln Near Earth Asteroid Research |
| (104305) 2000 EH183 | 2,5              | 2,445                   | JPL-Daten | 5. März 2000         | Lincoln Near Earth Asteroid Research |
| (104306) 2000 EM185 | 2,5              | 2,263                   | JPL-Daten | 5. März 2000         | Near Earth Asteroid Tracking         |
| (104307) 2000 EO186 | 4,2              | 3,105                   | JPL-Daten | 2. März 2000         | Catalina Sky Survey                  |
| (104308) 2000 ES186 | 4,2              | 2,561                   | JPL-Daten | 3. März 2000         | Spacewatch                           |
| (104309) 2000 EL192 | 5                | 3,128                   | JPL-Daten | 3. März 2000         | Lincoln Near Earth Asteroid Research |
| (104310) 2000 ER194 |                  | 2,762                   | JPL-Daten | 3. März 2000         | Lincoln Near Earth Asteroid Research |
| (104311) 2000 EY195 |                  | 2,821                   | JPL-Daten | 3. März 2000         | Lincoln Near Earth Asteroid Research |
| (104312) 2000 EQ196 | 6,1              | 3,163                   | JPL-Daten | 3. März 2000         | Lincoln Near Earth Asteroid Research |
| (104313) 2000 EM201 |                  | 2,729                   | JPL-Daten | 15. März 2000        | Lincoln Near Earth Asteroid Research |
| (104314) 2000 EC203 |                  | 2,534                   | JPL-Daten | 5. März 2000         | Deep Lens Survey                     |
| (104315) 2000 FO    |                  | 2,541                   | JPL-Daten | 25. März 2000        | Spacewatch                           |
| (104316) 2000 FP1   |                  | 2,407                   | JPL-Daten | 25. März 2000        | Spacewatch                           |
| (104317) 2000 FD2   |                  | 2,409                   | JPL-Daten | 25. März 2000        | Spacewatch                           |
| (104318) 2000 FF2   | 3,7              | 2,997                   | JPL-Daten | 25. März 2000        | Spacewatch                           |
| (104319) 2000 FM2   |                  | 2,623                   | JPL-Daten | 25. März 2000        | Spacewatch                           |
| (104320) 2000 FP2   |                  | 2,249                   | JPL-Daten | 26. März 2000        | Spacewatch                           |
| (104321) 2000 FD3   |                  | 2,556                   | JPL-Daten | 28. März 2000        | Lincoln Near Earth Asteroid Research |
| (104322) 2000 FF4   | 5,8              | 3,129                   | JPL-Daten | 27. März 2000        | Spacewatch                           |
| (104323) 2000 FT4   |                  | 2,418                   | JPL-Daten | 27. März 2000        | Spacewatch                           |
| (104324) 2000 FX4   | 3,4              | 2,883                   | JPL-Daten | 27. März 2000        | Spacewatch                           |
| (104325) 2000 FM6   |                  | 3,037                   | JPL-Daten | 25. März 2000        | Spacewatch                           |
| (104326) 2000 FU6   | 5,5              | 3,141                   | JPL-Daten | 29. März 2000        | Spacewatch                           |
| (104327) 2000 FA7   |                  | 2,788                   | JPL-Daten | 29. März 2000        | Spacewatch                           |
| (104328) 2000 FW7   | 7,6              | 2,981                   | JPL-Daten | 29. März 2000        | Lincoln Near Earth Asteroid Research |
| (104329) 2000 FN8   | 7                | 3,102                   | JPL-Daten | 25. März 2000        | Kleť-Observatorium                   |
| (104330) 2000 FY8   | 5,5              | 3,014                   | JPL-Daten | 29. März 2000        | Spacewatch                           |
| (104331) 2000 FA9   | 4,5              | 3,124                   | JPL-Daten | 29. März 2000        | Spacewatch                           |
| (104332) 2000 FD9   |                  | 2,458                   | JPL-Daten | 29. März 2000        | Spacewatch                           |
| (104333) 2000 FO9   |                  | 2,845                   | JPL-Daten | 30. März 2000        | Spacewatch                           |
| (104334) 2000 FF10  |                  | 2,913                   | JPL-Daten | 30. März 2000        | Spacewatch                           |
| (104335) 2000 FF11  | 7,7              | 2,758                   | JPL-Daten | 28. März 2000        | Lincoln Near Earth Asteroid Research |
| (104336) 2000 FM12  | 9,6              | 3,437                   | JPL-Daten | 28. März 2000        | Lincoln Near Earth Asteroid Research |
| (104337) 2000 FT12  | 3,5              | 2,612                   | JPL-Daten | 28. März 2000        | Lincoln Near Earth Asteroid Research |
| (104338) 2000 FA13  | 8,5              | 3,207                   | JPL-Daten | 29. März 2000        | Lincoln Near Earth Asteroid Research |
| (104339) 2000 FF13  | 3,3              | 2,615                   | JPL-Daten | 29. März 2000        | Lincoln Near Earth Asteroid Research |
| (104340) 2000 FN13  | 5,3              | 2,56                    | JPL-Daten | 29. März 2000        | Lincoln Near Earth Asteroid Research |
| (104341) 2000 FR13  | 2,6              | 2,718                   | JPL-Daten | 29. März 2000        | Lincoln Near Earth Asteroid Research |
| (104342) 2000 FH15  |                  | 2,58                    | JPL-Daten | 29. März 2000        | Lincoln Near Earth Asteroid Research |
| (104343) 2000 FW15  |                  | 2,607                   | JPL-Daten | 28. März 2000        | Lincoln Near Earth Asteroid Research |
| (104344) 2000 FX15  |                  | 2,768                   | JPL-Daten | 28. März 2000        | Lincoln Near Earth Asteroid Research |
| (104345) 2000 FD16  | 5,9              | 3,137                   | JPL-Daten | 28. März 2000        | Lincoln Near Earth Asteroid Research |
| (104346) 2000 FY16  | 6,9              | 3,113                   | JPL-Daten | 28. März 2000        | Lincoln Near Earth Asteroid Research |
| (104347) 2000 FZ16  | 1,8              | 2,289                   | JPL-Daten | 28. März 2000        | Lincoln Near Earth Asteroid Research |
| (104348) 2000 FL17  |                  | 2,553                   | JPL-Daten | 29. März 2000        | Lincoln Near Earth Asteroid Research |
| (104349) 2000 FO17  |                  | 2,3                     | JPL-Daten | 29. März 2000        | Lincoln Near Earth Asteroid Research |
| (104350) 2000 FB18  | 3,7              | 2,867                   | JPL-Daten | 29. März 2000        | Lincoln Near Earth Asteroid Research |
| (104351) 2000 FF18  |                  | 2,644                   | JPL-Daten | 29. März 2000        | Lincoln Near Earth Asteroid Research |
| (104352) 2000 FP18  | 3,2              | 2,735                   | JPL-Daten | 29. März 2000        | Lincoln Near Earth Asteroid Research |
| (104353) 2000 FR19  | 6,4              | 3,074                   | JPL-Daten | 29. März 2000        | Lincoln Near Earth Asteroid Research |
| (104354) 2000 FX19  | 4,4              | 2,98                    | JPL-Daten | 29. März 2000        | Lincoln Near Earth Asteroid Research |
| (104355) 2000 FF20  | 4,7              | 3,006                   | JPL-Daten | 29. März 2000        | Lincoln Near Earth Asteroid Research |
| (104356) 2000 FM20  |                  | 2,638                   | JPL-Daten | 29. März 2000        | Lincoln Near Earth Asteroid Research |
| (104357) 2000 FO20  | 2,9              | 2,798                   | JPL-Daten | 29. März 2000        | Lincoln Near Earth Asteroid Research |
| (104358) 2000 FT20  |                  | 2,55                    | JPL-Daten | 29. März 2000        | Lincoln Near Earth Asteroid Research |
| (104359) 2000 FV20  |                  | 2,771                   | JPL-Daten | 29. März 2000        | Lincoln Near Earth Asteroid Research |
| (104360) 2000 FK21  | 3,1              | 2,661                   | JPL-Daten | 29. März 2000        | Lincoln Near Earth Asteroid Research |
| (104361) 2000 FV21  | 4,4              | 2,97                    | JPL-Daten | 29. März 2000        | Lincoln Near Earth Asteroid Research |
| (104362) 2000 FS22  | 1,5              | 2,347                   | JPL-Daten | 29. März 2000        | Lincoln Near Earth Asteroid Research |
| (104363) 2000 FH23  | 4                | 3,115                   | JPL-Daten | 29. März 2000        | Lincoln Near Earth Asteroid Research |
| (104364) 2000 FK26  | 7,1              | 2,776                   | JPL-Daten | 27. März 2000        | LONEOS                               |
| (104365) 2000 FP26  |                  | 2,543                   | JPL-Daten | 27. März 2000        | LONEOS                               |
| (104366) 2000 FC27  | 5                | 3,083                   | JPL-Daten | 27. März 2000        | LONEOS                               |
| (104367) 2000 FG27  | 8                | 3,136                   | JPL-Daten | 27. März 2000        | LONEOS                               |
| (104368) 2000 FL27  |                  | 2,934                   | JPL-Daten | 27. März 2000        | LONEOS                               |
| (104369) 2000 FT27  |                  | 2,999                   | JPL-Daten | 27. März 2000        | LONEOS                               |
| (104370) 2000 FV27  | 6,9              | 3,064                   | JPL-Daten | 27. März 2000        | LONEOS                               |
| (104371) 2000 FH29  | 6,9              | 3,157                   | JPL-Daten | 27. März 2000        | LONEOS                               |
| (104372) 2000 FT29  | 4,8              | 3,161                   | JPL-Daten | 27. März 2000        | LONEOS                               |
| (104373) 2000 FV29  |                  | 2,607                   | JPL-Daten | 27. März 2000        | LONEOS                               |
| (104374) 2000 FN30  | 6,6              | 3,01                    | JPL-Daten | 27. März 2000        | LONEOS                               |
| (104375) 2000 FE31  | 3,3              | 2,804                   | JPL-Daten | 28. März 2000        | Lincoln Near Earth Asteroid Research |
| (104376) 2000 FC32  | 4,2              | 2,97                    | JPL-Daten | 29. März 2000        | Lincoln Near Earth Asteroid Research |
| (104377) 2000 FF32  | 6,4              | 3,144                   | JPL-Daten | 29. März 2000        | Lincoln Near Earth Asteroid Research |
| (104378) 2000 FR33  | 4,3              | 2,617                   | JPL-Daten | 29. März 2000        | Lincoln Near Earth Asteroid Research |
| (104379) 2000 FB34  | 3,7              | 2,82                    | JPL-Daten | 29. März 2000        | Lincoln Near Earth Asteroid Research |
| (104380) 2000 FP34  |                  | 2,339                   | JPL-Daten | 29. März 2000        | Lincoln Near Earth Asteroid Research |
| (104381) 2000 FW34  |                  | 2,603                   | JPL-Daten | 29. März 2000        | Lincoln Near Earth Asteroid Research |
| (104382) 2000 FA35  | 3                | 2,772                   | JPL-Daten | 29. März 2000        | Lincoln Near Earth Asteroid Research |
| (104383) 2000 FD36  |                  | 2,755                   | JPL-Daten | 29. März 2000        | Lincoln Near Earth Asteroid Research |
| (104384) 2000 FF36  |                  | 2,339                   | JPL-Daten | 29. März 2000        | Lincoln Near Earth Asteroid Research |
| (104385) 2000 FL36  | 1,8              | 2,324                   | JPL-Daten | 29. März 2000        | Lincoln Near Earth Asteroid Research |
| (104386) 2000 FV36  |                  | 2,434                   | JPL-Daten | 29. März 2000        | Lincoln Near Earth Asteroid Research |
| (104387) 2000 FY36  |                  | 2,367                   | JPL-Daten | 29. März 2000        | Lincoln Near Earth Asteroid Research |
| (104388) 2000 FZ36  | 4,4              | 2,97                    | JPL-Daten | 29. März 2000        | Lincoln Near Earth Asteroid Research |
| (104389) 2000 FP38  |                  | 2,762                   | JPL-Daten | 29. März 2000        | Lincoln Near Earth Asteroid Research |
| (104390) 2000 FR38  | 2,5              | 2,778                   | JPL-Daten | 29. März 2000        | Lincoln Near Earth Asteroid Research |
| (104391) 2000 FX38  |                  | 2,578                   | JPL-Daten | 29. März 2000        | Lincoln Near Earth Asteroid Research |
| (104392) 2000 FW39  | 6                | 2,978                   | JPL-Daten | 29. März 2000        | Lincoln Near Earth Asteroid Research |
| (104393) 2000 FC41  | 8                | 3,152                   | JPL-Daten | 29. März 2000        | Lincoln Near Earth Asteroid Research |
| (104394) 2000 FO41  |                  | 2,611                   | JPL-Daten | 29. März 2000        | Lincoln Near Earth Asteroid Research |
| (104395) 2000 FW41  | 4,9              | 3,16                    | JPL-Daten | 29. März 2000        | Lincoln Near Earth Asteroid Research |
| (104396) 2000 FC42  | 3,7              | 2,332                   | JPL-Daten | 29. März 2000        | Lincoln Near Earth Asteroid Research |
| (104397) 2000 FN43  | 4,7              | 2,422                   | JPL-Daten | 29. März 2000        | Lincoln Near Earth Asteroid Research |
| (104398) 2000 FC44  |                  | 2,566                   | JPL-Daten | 29. März 2000        | Lincoln Near Earth Asteroid Research |
| (104399) 2000 FB45  |                  | 2,869                   | JPL-Daten | 29. März 2000        | Lincoln Near Earth Asteroid Research |
| (104400) 2000 FO45  |                  | 2,302                   | JPL-Daten | 29. März 2000        | Lincoln Near Earth Asteroid Research |
| (104401) 2000 FY45  | 3,4              | 2,759                   | JPL-Daten | 29. März 2000        | Lincoln Near Earth Asteroid Research |
| (104402) 2000 FU46  |                  | 2,532                   | JPL-Daten | 29. März 2000        | Lincoln Near Earth Asteroid Research |
| (104403) 2000 FG47  |                  | 2,574                   | JPL-Daten | 29. März 2000        | Lincoln Near Earth Asteroid Research |
| (104404) 2000 FH47  | 6,7              | 2,68                    | JPL-Daten | 29. März 2000        | Lincoln Near Earth Asteroid Research |
| (104405) 2000 FJ48  | 3,1              | 2,74                    | JPL-Daten | 29. März 2000        | Lincoln Near Earth Asteroid Research |
| (104406) 2000 FN51  |                  | 3,151                   | JPL-Daten | 29. März 2000        | Spacewatch                           |
| (104407) 2000 FP51  | 3,4              | 3,159                   | JPL-Daten | 29. März 2000        | Spacewatch                           |
| (104408) 2000 FD52  |                  | 3,021                   | JPL-Daten | 29. März 2000        | Spacewatch                           |
| (104409) 2000 FM55  |                  | 2,868                   | JPL-Daten | 29. März 2000        | Lincoln Near Earth Asteroid Research |
| (104410) 2000 FF56  | 1,6              | 2,364                   | JPL-Daten | 29. März 2000        | Lincoln Near Earth Asteroid Research |
| (104411) 2000 FM56  |                  | 2,556                   | JPL-Daten | 29. März 2000        | Lincoln Near Earth Asteroid Research |
| (104412) 2000 FT56  |                  | 2,575                   | JPL-Daten | 29. März 2000        | Lincoln Near Earth Asteroid Research |
| (104413) 2000 FV56  | 4,6              | 3,069                   | JPL-Daten | 29. März 2000        | Lincoln Near Earth Asteroid Research |
| (104414) 2000 FZ56  | 5,7              | 2,981                   | JPL-Daten | 30. März 2000        | Catalina Sky Survey                  |
| (104415) 2000 FG57  |                  | 2,924                   | JPL-Daten | 26. März 2000        | LONEOS                               |
| (104416) 2000 FS57  | 5,1              | 3,175                   | JPL-Daten | 26. März 2000        | LONEOS                               |
| (104417) 2000 FX57  | 4                | 3,029                   | JPL-Daten | 26. März 2000        | LONEOS                               |
| (104418) 2000 FB58  | 4,2              | 2,614                   | JPL-Daten | 26. März 2000        | LONEOS                               |
| (104419) 2000 FN58  | 3,3              | 2,734                   | JPL-Daten | 27. März 2000        | LONEOS                               |
| (104420) 2000 FY58  | 3,4              | 3,045                   | JPL-Daten | 26. März 2000        | LONEOS                               |
| (104421) 2000 FG59  |                  | 2,571                   | JPL-Daten | 29. März 2000        | Lincoln Near Earth Asteroid Research |
| (104422) 2000 FJ59  |                  | 2,787                   | JPL-Daten | 29. März 2000        | Lincoln Near Earth Asteroid Research |
| (104423) 2000 FA60  | 4,4              | 3,051                   | JPL-Daten | 29. März 2000        | Lincoln Near Earth Asteroid Research |
| (104424) 2000 FS60  |                  | 3,086                   | JPL-Daten | 29. März 2000        | Lincoln Near Earth Asteroid Research |
| (104425) 2000 FK61  | 5,6              | 3,077                   | JPL-Daten | 29. März 2000        | Lincoln Near Earth Asteroid Research |
| (104426) 2000 FR61  |                  | 2,478                   | JPL-Daten | 29. März 2000        | Lincoln Near Earth Asteroid Research |
| (104427) 2000 FE62  |                  | 3,006                   | JPL-Daten | 26. März 2000        | LONEOS                               |
| (104428) 2000 FK62  | 6,9              | 3,113                   | JPL-Daten | 26. März 2000        | LONEOS                               |
| (104429) 2000 FE63  |                  | 2,92                    | JPL-Daten | 27. März 2000        | LONEOS                               |
| (104430) 2000 FD64  | 4,8              | 2,808                   | JPL-Daten | 29. März 2000        | Lincoln Near Earth Asteroid Research |
| (104431) 2000 FP64  | 3                | 2,453                   | JPL-Daten | 30. März 2000        | Lincoln Near Earth Asteroid Research |
| (104432) 2000 FX64  | 4,3              | 3,062                   | JPL-Daten | 30. März 2000        | Lincoln Near Earth Asteroid Research |
| (104433) 2000 FP66  |                  | 2,891                   | JPL-Daten | 30. März 2000        | Spacewatch                           |
| (104434) 2000 FT66  |                  | 2,452                   | JPL-Daten | 25. März 2000        | Spacewatch                           |
| (104435) 2000 FD67  |                  | 2,848                   | JPL-Daten | 25. März 2000        | Spacewatch                           |
| (104436) 2000 FG68  | 6,1              | 3,038                   | JPL-Daten | 25. März 2000        | Spacewatch                           |
| (104437) 2000 FL72  |                  | 2,434                   | JPL-Daten | 25. März 2000        | Spacewatch                           |
| (104438) 2000 FH73  |                  | 2,766                   | JPL-Daten | 25. März 2000        | Spacewatch                           |
| (104439) 2000 FW73  | 5,7              | 2,928                   | JPL-Daten | 26. März 2000        | LONEOS                               |
| (104440) 2000 FC74  |                  | 2,75                    | JPL-Daten | 31. März 2000        | Uppsala-DLR Asteroid Survey          |
| (104441) 2000 GQ    |                  | 2,89                    | JPL-Daten | 1. April 2000        | Spacewatch                           |
| (104442) 2000 GB1   |                  | 1,909                   | JPL-Daten | 2. April 2000        | Lincoln Near Earth Asteroid Research |
| (104443) 2000 GS2   | 5,4              | 3,046                   | JPL-Daten | 3. April 2000        | Lincoln Near Earth Asteroid Research |
| (104444) 2000 GR3   |                  | 2,267                   | JPL-Daten | 5. April 2000        | Lincoln Near Earth Asteroid Research |
| (104445) 2000 GA4   |                  | 2,805                   | JPL-Daten | 7. April 2000        | Paul G. Comba                        |
| (104446) 2000 GT4   |                  | 1,967                   | JPL-Daten | 5. April 2000        | Lincoln Near Earth Asteroid Research |
| (104447) 2000 GP5   |                  | 2,304                   | JPL-Daten | 4. April 2000        | Lincoln Near Earth Asteroid Research |
| (104448) 2000 GE6   | 3,1              | 2,884                   | JPL-Daten | 4. April 2000        | Lincoln Near Earth Asteroid Research |
| (104449) 2000 GK6   | 2,9              | 2,706                   | JPL-Daten | 4. April 2000        | Lincoln Near Earth Asteroid Research |
| (104450) 2000 GT6   | 4,4              | 3,094                   | JPL-Daten | 4. April 2000        | Lincoln Near Earth Asteroid Research |
| (104451) 2000 GJ7   |                  | 2,804                   | JPL-Daten | 4. April 2000        | Lincoln Near Earth Asteroid Research |
| (104452) 2000 GK7   |                  | 2,847                   | JPL-Daten | 4. April 2000        | Lincoln Near Earth Asteroid Research |
| (104453) 2000 GS7   |                  | 2,715                   | JPL-Daten | 4. April 2000        | Lincoln Near Earth Asteroid Research |
| (104454) 2000 GU7   |                  | 2,639                   | JPL-Daten | 4. April 2000        | Lincoln Near Earth Asteroid Research |
| (104455) 2000 GC8   |                  | 2,627                   | JPL-Daten | 5. April 2000        | Lincoln Near Earth Asteroid Research |
| (104456) 2000 GG8   |                  | 2,388                   | JPL-Daten | 5. April 2000        | Lincoln Near Earth Asteroid Research |
| (104457) 2000 GL8   |                  | 2,312                   | JPL-Daten | 5. April 2000        | Lincoln Near Earth Asteroid Research |
| (104458) 2000 GG9   |                  | 2,392                   | JPL-Daten | 5. April 2000        | Lincoln Near Earth Asteroid Research |
| (104459) 2000 GJ9   |                  | 2,359                   | JPL-Daten | 5. April 2000        | Lincoln Near Earth Asteroid Research |
| (104460) 2000 GF10  | 3,5              | 2,772                   | JPL-Daten | 5. April 2000        | Lincoln Near Earth Asteroid Research |
| (104461) 2000 GL10  | 2,7              | 2,727                   | JPL-Daten | 5. April 2000        | Lincoln Near Earth Asteroid Research |
| (104462) 2000 GO10  |                  | 3,039                   | JPL-Daten | 5. April 2000        | Lincoln Near Earth Asteroid Research |
| (104463) 2000 GW12  |                  | 2,774                   | JPL-Daten | 5. April 2000        | Lincoln Near Earth Asteroid Research |
| (104464) 2000 GR13  | 7,1              | 3,043                   | JPL-Daten | 5. April 2000        | Lincoln Near Earth Asteroid Research |
| (104465) 2000 GS13  |                  | 2,385                   | JPL-Daten | 5. April 2000        | Lincoln Near Earth Asteroid Research |
| (104466) 2000 GK14  | 5,9              | 3,039                   | JPL-Daten | 5. April 2000        | Lincoln Near Earth Asteroid Research |
| (104467) 2000 GR14  |                  | 2,445                   | JPL-Daten | 5. April 2000        | Lincoln Near Earth Asteroid Research |
| (104468) 2000 GN15  | 2,6              | 2,68                    | JPL-Daten | 5. April 2000        | Lincoln Near Earth Asteroid Research |
| (104469) 2000 GS15  | 1,5              | 2,341                   | JPL-Daten | 5. April 2000        | Lincoln Near Earth Asteroid Research |
| (104470) 2000 GW15  | 3,2              | 2,848                   | JPL-Daten | 5. April 2000        | Lincoln Near Earth Asteroid Research |
| (104471) 2000 GO16  |                  | 2,579                   | JPL-Daten | 5. April 2000        | Lincoln Near Earth Asteroid Research |
| (104472) 2000 GF17  |                  | 2,923                   | JPL-Daten | 5. April 2000        | Lincoln Near Earth Asteroid Research |
| (104473) 2000 GV18  | 8                | 3,175                   | JPL-Daten | 5. April 2000        | Lincoln Near Earth Asteroid Research |
| (104474) 2000 GA20  |                  | 2,876                   | JPL-Daten | 5. April 2000        | Lincoln Near Earth Asteroid Research |
| (104475) 2000 GB20  |                  | 2,454                   | JPL-Daten | 5. April 2000        | Lincoln Near Earth Asteroid Research |
| (104476) 2000 GO20  |                  | 2,434                   | JPL-Daten | 5. April 2000        | Lincoln Near Earth Asteroid Research |
| (104477) 2000 GE21  | 2,5              | 2,88                    | JPL-Daten | 5. April 2000        | Lincoln Near Earth Asteroid Research |
| (104478) 2000 GJ21  | 5                | 2,866                   | JPL-Daten | 5. April 2000        | Lincoln Near Earth Asteroid Research |
| (104479) 2000 GC22  | 5,5              | 3,147                   | JPL-Daten | 5. April 2000        | Lincoln Near Earth Asteroid Research |
| (104480) 2000 GT22  | 5,1              | 3,061                   | JPL-Daten | 5. April 2000        | Lincoln Near Earth Asteroid Research |
| (104481) 2000 GF23  | 5                | 3,038                   | JPL-Daten | 5. April 2000        | Lincoln Near Earth Asteroid Research |
| (104482) 2000 GK23  | 6,2              | 2,966                   | JPL-Daten | 5. April 2000        | Lincoln Near Earth Asteroid Research |
| (104483) 2000 GU23  |                  | 2,725                   | JPL-Daten | 5. April 2000        | Lincoln Near Earth Asteroid Research |
| (104484) 2000 GQ24  |                  | 2,6                     | JPL-Daten | 5. April 2000        | Lincoln Near Earth Asteroid Research |
| (104485) 2000 GJ25  |                  | 2,859                   | JPL-Daten | 5. April 2000        | Lincoln Near Earth Asteroid Research |
| (104486) 2000 GX25  |                  | 3,076                   | JPL-Daten | 5. April 2000        | Lincoln Near Earth Asteroid Research |
| (104487) 2000 GO26  |                  | 2,918                   | JPL-Daten | 5. April 2000        | Lincoln Near Earth Asteroid Research |
| (104488) 2000 GQ28  |                  | 2,345                   | JPL-Daten | 5. April 2000        | Lincoln Near Earth Asteroid Research |
| (104489) 2000 GT28  |                  | 2,548                   | JPL-Daten | 5. April 2000        | Lincoln Near Earth Asteroid Research |
| (104490) 2000 GZ28  | 4,7              | 2,704                   | JPL-Daten | 5. April 2000        | Lincoln Near Earth Asteroid Research |
| (104491) 2000 GK30  |                  | 2,705                   | JPL-Daten | 5. April 2000        | Lincoln Near Earth Asteroid Research |
| (104492) 2000 GQ30  |                  | 2,945                   | JPL-Daten | 5. April 2000        | Lincoln Near Earth Asteroid Research |
| (104493) 2000 GX30  |                  | 2,995                   | JPL-Daten | 5. April 2000        | Lincoln Near Earth Asteroid Research |
| (104494) 2000 GA31  |                  | 2,544                   | JPL-Daten | 5. April 2000        | Lincoln Near Earth Asteroid Research |
| (104495) 2000 GK32  | 2,3              | 2,699                   | JPL-Daten | 5. April 2000        | Lincoln Near Earth Asteroid Research |
| (104496) 2000 GK33  |                  | 2,47                    | JPL-Daten | 5. April 2000        | Lincoln Near Earth Asteroid Research |
| (104497) 2000 GC35  | 3,6              | 2,916                   | JPL-Daten | 5. April 2000        | Lincoln Near Earth Asteroid Research |
| (104498) 2000 GJ35  |                  | 3,069                   | JPL-Daten | 5. April 2000        | Lincoln Near Earth Asteroid Research |
| (104499) 2000 GH36  |                  | 2,873                   | JPL-Daten | 5. April 2000        | Lincoln Near Earth Asteroid Research |
| (104500) 2000 GQ36  |                  | 2,883                   | JPL-Daten | 5. April 2000        | Lincoln Near Earth Asteroid Research |